# Kościół św. Wawrzyńca w Kębłowie
Kościół świętego Wawrzyńca – rzymskokatolicki Kościół cmentarny należący do parafii św. Bartłomieja w Kębłowie (dekanat wolsztyński archidiecezji poznańskiej).
Jest to świątynia wzniesiona w 1778 roku. Odrestaurowana została m.in. pod koniec XIX w. (zwieńczenie wieży dachem hełmowym). Remontowana była w latach 1947 i 1981.
Budowla jest drewniana, jednonawowa, posiada konstrukcję zrębową. Świątynia jest orientowana. Posiada mniejsze prezbiterium w stosunku do nawy, zamknięte trójbocznie, z boku znajduje się zakrystia. Z boku nawy jest umieszczona kruchta. Wieża wybudowana została na planie kwadratu i posiada konstrukcję słupową, znajduje się od frontu. Zwieńcza ją blaszany, neogotycki ostrosłupowy dach hełmowy z narożnikowymi, małymi wieżyczkami. Świątynię nakrywa dach dwukalenicowy, pokryty blachą. Wnętrze nakryte jest stropem belkowym. Chór muzyczny jest podparty dwoma słupami i znajdują się na nim organy z około 1788 roku. Krucyfiks w stylu barokowym, polichromowany, wykonany w XVIII wieku, umieszczony jest na belce tęczowej. Ołtarz główny w stylu barokowym pochodzi z około 1720 roku. Dwa ołtarze boczne powstały około 1788 roku.